# Konstitutionelt monarki
Konstitutionelt monarki (indskrænket monarki) er et regeringssystem, hvor statsoverhovedet (monarken) er bundet af en forfatning i modsætning til absolut monarki, hvor monarken har uindskrænket politisk magt. 
I et konstitutionelt monarki overgår posten som statsoverhoved ved arv inden for en kongelig familie. I et konstitutionelt monarki er statsoverhovedet ikke regeringsleder, men den person hvis navn koordinerer det parlamentariske systems regeringsfunktioner. Der er undtagelser. Både Kongen af Sverige og Japans kejser er udelukket fra den praktiske proces i regeringsledelsen af deres landes moderne forfatninger. Begge lande betegnes dog som konstitutionelle monarkier.
Det siges om det konstitutionelle monarki, at monarken er magthaver af navn, men ikke af gavn. De fleste af de moderne konstitutionelle monarkier har deres oprindelse i tidligere mere magtorienterede monarkier, hvor monarken ofte styrede landet enevældigt. Det er ikke et krav i et konstitutionelt monarki at parlamentet/folketinget er demokratisk valgt, men det er ofte tilfældet.
Storbritannien er et af de ældste konstitutionelle monarkier, som ikke har en skreven grundlov. I stedet fungerer det under en samling af skrevne love, uskrevne regler, royale privilegier og traditioner, som tilsammen former Storbritanniens uskrevne grundlov.

## Udformningen af konstitutionelt monarki i Danmark
I Danmark er det konstitutionelle monarki fastlagt ved grundloven, der som et af sine hovedpunkter netop har at regulere forholdet mellem monarken på den ene side og den folkevalgte lovgivende forsamling samt den myndighedsudøvende regering og embedsmændene på den anden. Formuleringen af bestemmelserne herom er skrevet i et noget indforstået sprog.
I modsætning til mange andre landes grundlove indeholder den danske grundlov ikke udsagn om folkesuveræniteten. Ordene demokrati eller folkestyre er ikke nævnt, og der er en stadig fremhæven af "Kongen" som indehaver af en række beføjelser, hvilket viser tilbage til forholdene ved den første konstitutionelle grundlovs vedtagelse i 1849. Blandt hovedpunkterne i grundloven kan fremhæves følgende: 
- grundlovens § 2 fastslår, at "regeringsformen er indskrænket-monarkisk". Dette er lovens formulering af begrebet "konstitutionelt monarki" men unægtelig i et lettere forståeligt ordvalg.
- grundlovens § 3 fastslår, at "den lovgivende magt er hos kongen og Folketinget i forening. Den udøvende magt er hos kongen. Den dømmende magt er hos domstolene." Det er Folketinget, der vedtager forslag til love, men det er kongen (monarken), der derefter endeligt godkender den med sin underskrift, jf.
- grundlovens § 14, der fastslår, at "kongens underskrift under de lovgivningen og regeringen vedkommende beslutninger giver disse gyldighed, når den er ledsaget af en eller flere ministres underskrift. Enhver minister, som har underskrevet, er ansvarlig for beslutningen".

Bestemmelsen skal ses i sammenhæng med
- grundlovens § 12, der fastslår, at "kongen har med de i denne grundlov fastsatte indskrænkninger den højeste myndighed over alle rigets anliggender og udøver den gennem ministrene",
- grundlovens § 13, der fastslår, at "kongen er ansvarsfri; hans person er fredhellig. Ministrene er ansvarlige for regeringens førelse; deres ansvarlighed bestemmes nærmere ved lov", og
- grundlovens § 14, der i første sætning fastslår, at "kongen udnævner og afskediger statsministeren og de øvrige ministre. Han bestemmer deres antal og forretningernes fordeling imellem dem".

Lidet kendt men såre vigtig er
- grundlovens § 16, ifølge hvilken "ministrene kan af kongen eller folketinget tiltales for deres embedsførelse. Rigsretten påkender de mod ministrene for deres embedsførelse anlagte sager". Kongen kan således beslutte, at der skal rejses tiltale mod en given minister for dennes embedsførelse, selv om denne har fundet tilslutning blandt et flertal i Folketinget. Bestemmelsen betyder, at regeringen ikke behøver at have Folketingets tilslutning for at tiltale en minister for hans embedsførelse. Kongen kan derimod ikke rejse en tiltale mod en minister for hans embedsførelse uden om regeringen, da en sådan beslutning skal kontrasigneres af en minister.

Yderligere bør fremhæves
- grundlovens § 19, stk. 1, hvorefter "kongen handler på rigets vegne i mellemfolkelige anliggender. Uden folketingets samtykke kan han dog ikke foretage nogen handling, der forøger eller indskrænker rigets område, eller indgå nogen forpligtelse, til hvis opfyldelse folketingets medvirken er nødvendig, eller som iøvrigt er af større betydning. Ejheller kan kongen uden folketingets samtykke opsige nogen mellemfolkelig overenskomst, som er indgået med folketingets samtykke." og samme lovs
- stk. 2, hvori det hedder, at "bortset fra forsvar mod væbnet angreb på riget eller danske styrker kan kongen ikke uden folketingets samtykke anvende militære magtmidler mod nogen fremmed stat. Foranstaltninger, som kongen måtte træffe i medfør af denne bestemmelse, skal straks forelægges folketinget. Er folketinget ikke samlet, skal det uopholdeligt sammenkaldes til møde".

og
- grundlovens § 24, hvorefter "kongen kan benåde og give amnesti".

Det er vigtigt at forstå grundlovens opbygning: den til enhver tid fungerende monark sidder med det øverste ansvar, men er samtidig ansvarsfri. Enkelte, helt centrale beføjelser tillægges monarken, men normalt vil denne følge de beslutninger, som træffes dels af Folketinget, dels regeringen. Monarken er ene om at beskytte befolkningen mod magtmisbrug fra Folketings og regerings side. Formelt kan monarken undlade at lade en regering tiltræde eller afskedige denne, reelt er det kun sket een gang, at en dansk konge fandt anledning til at skride til så drastisk en handling.